# Teoria konspiracji
Teoria konspiracji – piąty album studyjny polskiego zespołu Frontside, wydany 24 listopada 2008 roku przez Mystic Production. Gitary zostały nagrane w sosnowieckim S-Tone Studio pod okiem Rafała Nowaka, perkusja została zarejestrowana w łódzkim Toya Music Sound. Na albumie wystąpili gościnnie: Adam Darski (Nergal) - lider trójmiejskiego Behemoth w utworze "Spłoniesz w piekle" i Łukasz "Pachu" Pach - wokalista Huge ccm, autor okładki. 17 listopada ukazał się teledysk do utworu "Zapalnik". 

## Lista utworów
1. "Herezja doskonała"
2. "Świat tyranów"
3. "Zapalnik"
4. "Uciec przeznaczeniu"
5. "Stąd do przeszłości"
6. "Moja deklaracja płonie"
7. "I ciągle kroczę ścieżką ciemności"
8. "Spłoniesz w piekle"
9. "Zerwane więzi"
10. "Nadchodzi koniec"
11. "Katharsis"
12. "W cieniu krzyża"

## Twórcy
- Marcin "Auman" Rdest – śpiew
- Mariusz "Demon" Dzwonek – gitara
- Dariusz "Daron" Kupis – gitara
- Wojciech "Novak" Nowak – gitara basowa
- Tomasz "Toma" Ochab – perkusja